# Корабль Мертвецов
«Корабль Мертвецов» — третья и последняя книга Рика Риордана в серии Магнус Чейз и боги Асгарда. Вышла в США 3 октября 2017 года.

## Развитие
Рик Риордан анонсировал «Корабль Мертвецов» в день выхода «Молота Тора», второй книги трилогии «Магнус Чейз и боги Асгарда». По его словам, это последняя книга в серии.
Предварительный просмотр, содержащий первые три главы книги, был выпущен 17 сентября 2017 года на iTunes. Обложка, над которой работал Джон Рокко, была выпущена 26 апреля 2017 года. Чтобы продвинуть «Корабль Мертвецов», Риордан отправился в девятидневный тур по Соединенным Штатам 3 октября 2017 года.

## Персонажи
- Магнус Чейз (Бинтаун) — 16-летний сын Фрея, который умирает в первых нескольких главах, но становится эйнхерием. Двоюродный брат Аннабет Чейз, но в последний раз видел ее, когда был очень молод. Он обладает способностями к исцелению и регенерации, устойчивостью к экстремальным температурам и другими магическими способностями. Как человек, он был астматиком и слаб, но после смерти обретает невероятную силу и выносливость[8].
- Самира Аль-Аббас (Сэм) — валькирия, которая привела Магнуса в отель Валгалла. Дочь Локи, она эмигрировала из Ирака со своей семьей и происходит от средневекового арабского путешественника и историка[8].

## Выпуск
«Корабль Мертвецов» был выпущен в Соединенных Штатах Disney-Hyperion 3 октября 2017 года. Аудиокнига, озвученная Майклом Крауче, была опубликована в тот же день. Книга также вышла в электронной версии и в мягкой обложке, и была переведена на 11 языков.
За первую неделю было продано более 57 000 копий «Корабля Мертвецов». К концу 2017 года было продано более 219 000 копий. После выпуска книга занимала второе место в списке бестселлеров USA Today и была признана одной из лучших книг года по версии Barnes & Noble. Роман получил награду Goodreads Choice Award в категории Middle Grade & Children's в 2017 году.